# Europamästerskapen i friidrott 1934
Europamästerskapen i friidrott 1934 var de första Europamästerskapen i friidrott. De genomfördes 7 juni – 9 juni 1934 på Stadio Benito Mussolini i Turin, Italien. Endast herrar tilläts tävla. Kvinnligt deltagande skulle tillåtas först 1938 och då på separata tävlingar.
Tävlingarnas enda världsrekord kom i spjutkastning där finländaren Matti Järvinen kastade 76,66 meter vilket var hela 6,69 meter bättre än tvåans, landsmannen Matti Sippala, bästanotering.

## Förkortningar
- WR = Världsrekord
- ER = Europarekord
- CR = Mästerskapsrekord (gäller samtliga segrare i detta första mästerskap)

## Medaljörer, resultat

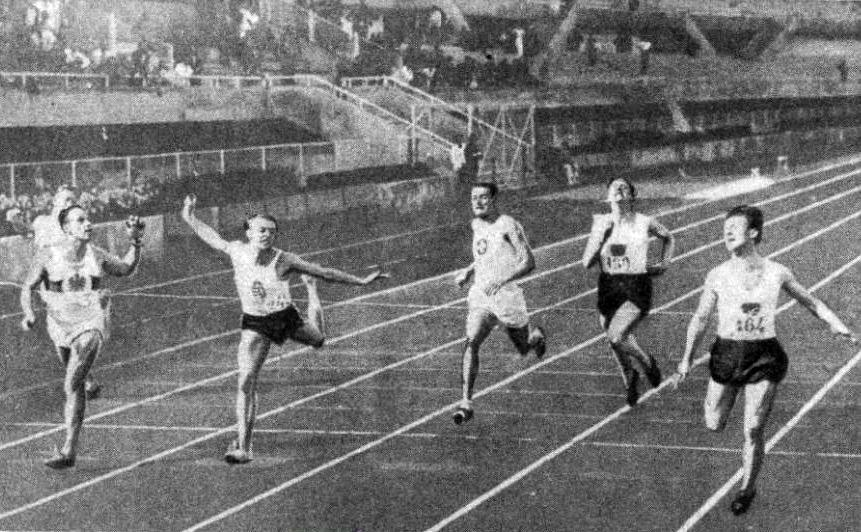
Målgången i 100-metersfinalen.

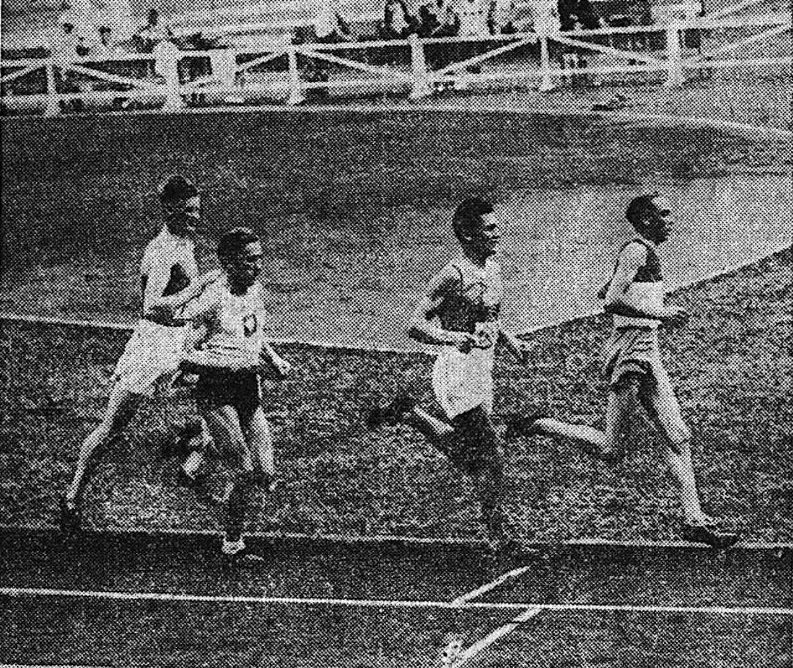
5 000-metersloppet. Roger Rochard leder före Janusz Kusociński, Salvatore Mastroieni och Ilmari Salminen.

### Herrar
| Gren           | Guld                                                                     | Guld       | Silver                                                                | Silver    | Brons                                                                           | Brons     |
| 100 meter      | Christiaan Berger Nederländerna                                          | 10,6       | Erich Borchmeyer Tyskland                                             | 10,7      | József Sir Ungern                                                               | 10,7      |
| 200 meter      | Christiaan Berger Nederländerna                                          | 21,5       | József Sir Ungern                                                     | 21,5      | Martinus Osendarp Nederländerna                                                 | 21,6      |
| 400 meter      | Adolf Metzner Tyskland                                                   | 47,9       | Pierre Skawinski Frankrike                                            | 48,0      | Bertil von Wachenfeldt Sverige                                                  | 48,0      |
| 800 meter      | Miklós Szabo Ungern                                                      | 1.52,0     | Mario Lanzi Italien                                                   | 1.52,0    | Wolfgang Desseker Tyskland                                                      | 1.52,2    |
| 1 500 meter    | Luigi Beccali Italien                                                    | 3.54,6     | Miklós Szabo Ungern                                                   | 3.55,2    | Roger Normand Frankrike                                                         | 3.57,0    |
| 5 000 meter    | Roger Rochard Frankrike                                                  | 14.36,8    | Janusz Kusociński Polen                                               | 14.41,2   | Ilmari Salminen Finland                                                         | 14.43,6   |
| 10 000 meter   | Ilmari Salminen Finland                                                  | 31.02,6    | Arvo Askola Finland                                                   | 31.03,3   | Henry Nielsen Danmark                                                           | 31.27,4   |
| Maraton        | Armas Toivonen Finland                                                   | 2:52.29,0  | Thore Enochsson Sverige                                               | 2:54.35,6 | Aurelio Genghini Italien                                                        | 2:55.03,4 |
| 110 meter häck | József Kovacs Ungern                                                     | 14,8       | Erwin Wegner Tyskland                                                 | 14,9      | Holger Albrechtsen Norge                                                        | 15,0      |
| 400 meter häck | Hans Scheele Tyskland                                                    | 53,2       | Akilles Järvinen Finland                                              | 53,7      | Christos Mantikas Grekland                                                      | 54,9      |
| 4 x 100 meter  | Tyskland: Egon Schein Erwin Gillmeister Gerd Hornberger Erich Borchmeyer | 41,0       | Ungern: Laszlo Forgacs József Kovacs József Sir Gyula Gyenes          | 41,4      | Nederländerna: Martinus Osendarp Tjeerd Boersma Robert Jansen Christiaan Berger | 41,6      |
| 4 x 400 meter  | Tyskland: Helmut Hamann Hans Scheele Harry Voigt Adolf Metzner           | 3.14,1     | Frankrike: Robert Paul Serge Guillez Raymond Boisset Pierre Skawinski | 3.15,6    | Sverige: Sven Strömberg Pelle Pihl Gustaf Ericson Bertil von Wachenfeldt        | 3.16,6    |
| 50 km gång     | Janis Dahlinsch Lettland                                                 | 4:49.52,6  | Arthur Schwab Schweiz                                                 | 4:53.08,0 | Ettore Rivolta Italien                                                          | 4:54.05,4 |
| Höjdhopp       | Kalevi Kotkas Finland                                                    | 2,00       | Birger Halvorsen Norge                                                | 1,97      | Veikko Peräsalo Finland                                                         | 1,97      |
| Längdhopp      | Wilhelm Leichum Tyskland                                                 | 7,45       | Otto Berg Norge                                                       | 7,31      | Luz Long Tyskland                                                               | 7,25      |
| Stavhopp       | Gustav Wegner Tyskland                                                   | 4,00       | Bo Ljungberg Sverige                                                  | 4,00      | John Lindroth Finland                                                           | 3,90      |
| Trestegshopp   | Willem Peters Nederländerna                                              | 14,89      | Erik Svensson Sverige                                                 | 14,83     | Onni Rajasaari Finland                                                          | 14,74     |
| Kulstötning    | Arnold Viiding Estland                                                   | 15,19      | Risto Kuntsi Finland                                                  | 15,19     | František Douda Tjeckoslovakien                                                 | 15,18     |
| Diskuskastning | Harald Andersson Sverige                                                 | 50,38      | Paul Winter Frankrike                                                 | 47,09     | István Donogan Ungern                                                           | 45,91     |
| Släggkastning  | Ville Pörhölä Finland                                                    | 50,34      | Fernando Vandelli Italien                                             | 48,69     | Gunnar Jansson Sverige                                                          | 47,85     |
| Spjutkastning  | Matti Järvinen Finland                                                   | 76,66 (WR) | Matti Sippala Finland                                                 | 69,97     | Gustav Sule Estland                                                             | 69,31     |
| Tiokamp        | Hans-Heinrich Sievert Tyskland                                           | 6 858      | Leif Dahlgren Sverige                                                 | 6 666     | Jerry Plawczyk Polen                                                            | 6 399     |

## Medaljfördelning
| Medaljfördelning |                 |      |        |       |        |
| Plats            | Land            | Guld | Silver | Brons | Totalt |
| 1                | Tyskland        | 7    | 2      | 2     | 10     |
| 2                | Finland         | 5    | 4      | 4     | 13     |
| 3                | Nederländerna   | 3    | -      | 2     | 5      |
| 4                | Ungern          | 2    | 3      | 2     | 7      |
| 5                | Sverige         | 1    | 4      | 3     | 8      |
| 6                | Frankrike       | 1    | 3      | 1     | 5      |
| 7                | Italien         | 1    | 2      | 2     | 5      |
| 8                | Estland         | 1    | -      | 1     | 2      |
|                  | Grekland        | 1    | -      | 1     | 2      |
| 10               | Lettland        | 1    | -      | -     | 1      |
| 11               | Norge           | -    | 2      | 1     | 3      |
| 12               | Polen           | -    | 1      | 1     | 2      |
| 13               | Schweiz         | -    | 1      | -     | 1      |
| 14               | Danmark         | -    | -      | 1     | 1      |
|                  | Tjeckoslovakien | -    | -      | 1     | 1      |